# Парке Дош Атлеташ
Парк на атлетите (на португалски: Parque Dos Atletas – Парке Дош Атлеташ), също познат като Олимпийски парк „Град на рока“ (Parque Olímpico Cidade do Rock – Парке Олимпико Сидаде до Рок) и Нов град на рока (Nova Cidade do Rock – Нова Сидаде до Рок) е парк в квартал Бара да Тижука, в западната част на Рио де Жанейро, Бразилия.
Паркът представлява спортно-концертно съоръжение. Построен е за големи спортни и концертни събития с помощта на бизнесмена Роберто Медина. Капацитетът му е 85 000 души. Най-известен е като домакин на прочутия музикален фестивал „Рок в Рио“.

## История

### Стари съоръжения
Старият Град на рока е създаден за фестивала през 1985 г., приел е също изданието му „Рок в Рио 3“ от 2001 г. Първоначалното съоръжение е било с вместимост до 250 000 души.
За Панамериканските игри през 2007 г. на неговото място е построен Спортният комплекс „Град на рока“ (Complexo Esportivo Cidade do Rock), състоящ се от 2 временни стадиона за бейзбол (3000 зрители) и софтбол (2000 зрители). Стадионите пострадват силно от проливни дъждове, поради което тогава състезания на тях не са проведени.
На мястото на стария Град на рока понастоящем се намира Олимпийското село на Летните олимпийски игри от 2016 г.

### Ново съоръжение
Новият Град на рока е разположен на североизток от стария, близо до изложбения център Риосентро. Завършене през 2011 г. На него се провеждат фестивалите „Рок в Рио 4“ (2011), „Рок в Рио 5“ (2013) и „Рок в Рио 6“ (2015).
По време на летните олимпийски игри през 2016 г. новият Град на рока (Парк на атлетите) става зона за отдих за зрителите и участниците. Там има тенис корт, стена за катерене, велосипедна пътека 1420 м и други спортни съоръжения.